# غالينا (إلينوي)
غالينا (بالإنجليزية: Galena, Illinois)‏ هي مدينة تقع في الولايات المتحدة في إلينوي. يقدر عدد سكانها بـ 3,429 نسمة .

## التركيبة السكانية
حدّد مكتب تعداد الولايات المتحدة بيانات التركيبة السكانية لغالينا في تعداد الولايات المتحدة. في ما يلي، التركيبة السكانية حسب تعدادي 2000 و2010.

### تعداد عام 2000
بلغ عدد سكان غالينا 3,460 نسمة بحسب تعداد عام 2000، وبلغ عدد الأسر 1,570 أسرة وعدد العائلات 893 عائلة مقيمة في المدينة. في حين سجلت الكثافة السكانية 297.8 نسمة لكل كيلومتر مربع (771.3/ميل2). وبلغ عدد الوحدات السكنية 1,821 وحدة بمتوسط كثافة قدره 156.7 لكل كيلومتر مربع (405.9/ميل2).
وتوزع التركيب العرقي للمدينة بنسبة 97.54% من البيض و0.32% من الأمريكيين الأفارقة و0.09% من الأمريكيين الأصليين و0.32% من الأمريكيين ذوي الأصول الآسيوية و1.16% من الأعراق الأخرى و0.58% من عرقين مختلطين أو أكثر و5.06% من الهسبانيون أو اللاتينيون من أي عرق.
بلغ عدد الأسر 1,570 أسرة كانت نسبة 22.8% منها لديها أطفال تحت سن الثامنة عشر تعيش معهم، وبلغت نسبة الأزواج القاطنين مع بعضهم البعض 45.7% من أصل المجموع الكلي للأسر، ونسبة 8% من الأسر كان لديها معيلات من الإناث دون وجود شريك،  بينما كانت نسبة 3.2% من الأسر لديها معيلون من الذكور دون وجود شريكة وكانت نسبة 43.1% من غير العائلات. تألفت نسبة 37.2% من أصل جميع الأسر من عدة أفراد يعيشون في نفس المنزل ونسبة 17.8% كانت تتألف من شخص يعيش بمفرده يبلغ من العمر 65 عاماً أو أكثر. وبلغ متوسط حجم الأسرة المعيشية 2.15، أما متوسط حجم العائلات فبلغ 2.81.
بلغ العمر الوسطي للسكان 44.0 عاماً. وكانت نسبة 18.7% من القاطنين تحت سن الثامنة عشر، وكانت نسبة 8.2% بين الثامنة عشر والرابعة والعشرين عاماً، ونسبة 23.7% كانت واقعةً في الفئة العمرية ما بين الخامسة والعشرين والرابعة والأربعين عاماً، ونسبة 26% كانت ما بين الخامسة والأربعين والرابعة والستين، ونسبة 20.9% كانت ضمن فئة الخامسة والستين عاماً فما فوق. يوجد لكل 100 أنثى 95.4 ذكر، ويوجد لكل 100 أنثى في الثامنة عشر من عمرها فما فوق 88.8 ذكر.
بلغ متوسط دخل الأسرة في المدينة 36,103 دولارًا، أما متوسط دخل العائلة فبلغ 44,063 دولارًا. وكان متوسط دخل الذكور 32,172 دولارًا مقابل 19,670 دولارًا للإناث. وسجل دخل الفرد الخاص بالمدينة 19,773 دولارًا. وكانت نسبة 4.3% من العائلات ونسبة 9.9% من السكان تحت خط الفقر، وكان من هؤلاء نسبة 8.8% تحت سن الثامنة عشر ونسبة 9.3% في الخامسة والستين من العمر وما فوق.

### تعداد عام 2010
بلغ عدد سكان غالينا 3,429 نسمة بحسب تعداد عام 2010، وبلغ عدد الأسر 1,632 أسرة وعدد العائلات 896 عائلة مقيمة في المدينة. في حين سجلت الكثافة السكانية 295.1 نسمة لكل كيلومتر مربع (764.3/ميل2). وبلغ عدد الوحدات السكنية 1,960 وحدة بمتوسط كثافة قدره 168.7 لكل كيلومتر مربع (436.9/ميل2).
وتوزع التركيب العرقي للمدينة بنسبة 93.58% من البيض و0.47% من الأمريكيين الأفارقة و0.67% من الأمريكيين الأصليين و0.58% من الأمريكيين ذوي الأصول الآسيوية و3.70% من الأعراق الأخرى و0.99% من عرقين مختلطين أو أكثر و8.28% من الهسبانيون أو اللاتينيون من أي عرق.
بلغ عدد الأسر 1,632 أسرة كانت نسبة 20.8% منها لديها أطفال تحت سن الثامنة عشر تعيش معهم، وبلغت نسبة الأزواج القاطنين مع بعضهم البعض 42% من أصل المجموع الكلي للأسر، ونسبة 8.7% من الأسر كان لديها معيلات من الإناث دون وجود شريك،  بينما كانت نسبة 4.2% من الأسر لديها معيلون من الذكور دون وجود شريكة وكانت نسبة 45.1% من غير العائلات. تألفت نسبة 39.3% من أصل جميع الأسر من عدة أفراد يعيشون في نفس المنزل ونسبة 20% كانت تتألف من شخص يعيش بمفرده يبلغ من العمر 65 عاماً أو أكثر. وبلغ متوسط حجم الأسرة المعيشية 2.05، أما متوسط حجم العائلات فبلغ 2.71.
بلغ العمر الوسطي للسكان 48.1 عاماً. وكانت نسبة 17.7% من القاطنين تحت سن الثامنة عشر، وكانت نسبة 6% بين الثامنة عشر والرابعة والعشرين عاماً، ونسبة 22.7% كانت واقعةً في الفئة العمرية ما بين الخامسة والعشرين والرابعة والأربعين عاماً، ونسبة 29.5% كانت ما بين الخامسة والأربعين والرابعة والستين، ونسبة 24.1% كانت ضمن فئة الخامسة والستين عاماً فما فوق. وتوزع التركيب الجنسي للسكان بنسبة 48.4% ذكور و51.6% إناث.

## أعلام
- دونالد وليام كيرست
- فرنسيس مارشال
- جون آرون رولينز
- كاثرين جيبس
- جيمس دبليو. ستيفنسون
- دون مكنيل
- إدوارد إي. بورنس
- ليو إي. ألين